# شریان سلیاک
شریان سلیاک یا (انگلیسی: Celiac artery) یا تنه سلیاک (celiac trunk) درست در جلوی بخش فوقانی مهره L1 از آئورت شکمی جدا می‌شود. این سرخرگ بلافاصله به سه شاخه گاستریک چپ، طحالی و کبدی مشترک تقسیم می‌شود.